# Vencendo o Passado
Vencendo o Passado é uma obra de literatura espírita de autoria do Espírito Lucius, psicografado por Zibia Gasparetto, lançado em 2008.
Foi o segundo livro mais vendido no Brasil em 2009 na categoria "Auto-ajuda e esoterismo", conforme levantamento da Revista Veja.
A obra retrata a história de Carolina e Adalberto, dois irmãos que cresceram com um pai rigoroso. Quando Carolina morre, a família passa a encarar problemas que não foram resolvidos ou ditos durante o passado, afetando o presente e inibindo a ousadia e confiança no futuro, limitando o progresso. 